# Тютчев, Иван Фёдорович
Ива́н Фёдорович Тю́тчев (1846, Санкт-Петербург — 1909, Санкт-Петербург) — русский государственный и общественный деятель, член Государственного совета.

## Биография
Происходил из старинного дворянского рода Тютчевых — младший сын известного поэта и дипломата Федора Ивановича Тютчева от второго брака с Эрнестиной Пфеффель. Родился в Санкт-Петербурге 30 мая (11 июня) 1846 года.
Получил первоначальное домашнее воспитание. После получения гимназического образования в частном пансионе Тами в Санкт-Петербурге, поступил в Императорское училище правоведения, которое окончил в 1867 году — по итогам экзаменов стал одним из лучших в 28-м выпуске училища.
Был зачислен 26 мая 1867 года на службу в I отделение VI департамента Сената в Москве; был помощником, затем — старшим помощником секретаря канцелярии департамента. Вскоре после женитьбы, 15 мая 1869 года был назначен членом Смоленской палаты уголовного и гражданского суда, в следующем году стал товарищем прокурора Смоленского окружного суда, а с 22 ноября 1872 года — членом Московского окружного суда. Но уже в начале следующего года, 15 февраля, вышел в отставку по болезни и вскоре похоронил отца.
30 сентября 1875 года был избран на должность участкового мирового судьи в Дмитровском уезде Московской губернии, а 18 ноября 1876 года избран председателем Дмитровского съезда мировых судей. Поселился в имении Мураново. С 1890 по 1907 год был почётным мировым судьёй в Москве.
С 1892 по 1905 год состоял в распоряжении московского генерал-губернатора великого князя Сергея Александровича, который давал ему «секретные» и «особо секретные» поручения; 13 декабря 1897 года И. Ф. Тютчеву было объявлено «Монаршее Его Императорского Величества благоволение, как Члену принимавшему участие в трудах Особой Комиссии для выяснения личностей погибших на Ходынском поле 18 Мая 1896 года, с целью оказания помощи их семействам».
Проводил большую общественную работу. В течение десяти лет был попечителем Московской больницы имени Императора Александра III, а также (с 1896 года) — почётным попечителем 7-й Московской гимназии по избранию Московского дворянства. Также он был председателем совета Московского художественного общества и Училища живописи, ваяния и зодчества. В 1906 году вошёл в Московский Опекунский совет. Занимался публицистикой, сотрудничал в газете И. С. Аксакова «Русь». 
Был награждён орденами: Св. Владимира 3-й степени (1893) и Св. Станислава (1896) и Св. Анны (1904) 1-х степеней. Именным высочайшим указом от 9 апреля 1900 года был пожалован в гофмейстеры. 
В 1907 году был назначен членом Государственного Совета.
Умер в Петербурге 13 (26) мая 1909 года. Похоронен в фамильной усадьбе Мураново за алтарем церкви Спаса Нерукотворного.

## Семья

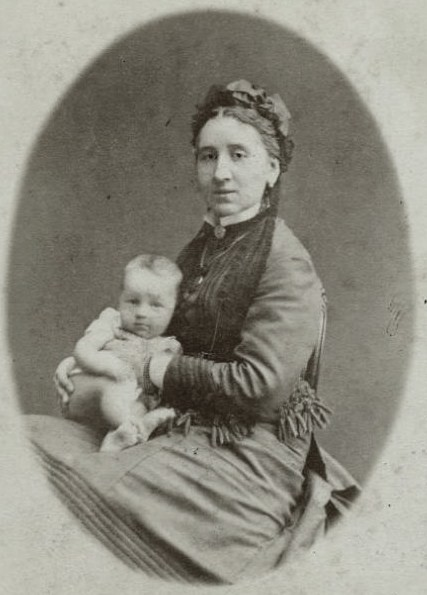
Ольга Николаевна с сыном Николаем (1876)

Жена (с 27 апреля 1869 года) — Ольга Николаевна Путята (1840–1920), родилась в Петербурге; внучка генерал-майора Льва Николаевича Энгельгардта, дочь литератора Николая Васильевича Путяты. Пережив мужа, доживала свои дни в Муранове, которое получила в приданое. Дети:
- Софья (1870–1957), фрейлина двора, воспитательница дочерей Николая II.
- Ольга (1871–1872)
- Федор (1873–1931)
- Николай (1876–1949), коллекционер, основатель и первый директор музея-усадьбы Мураново.
- Екатерина (1879–1957), фрейлина, замужем за камер-юнкером Василием Евгеньевичем Пигарёвым (1878–1919), их сын Кирилл Васильевич Пигарев.
- Мария (1884–1884)